# ケーレブ・ドレッセル
- ケイレブ・ドレセル
- ケレブ・ドレセル

ケーレブ・リメル・ドレッセル（Caeleb Remel Dressel, 英語発音: /ˈkeɪləb ˌriˈmɛl ˈdrɛsəl/; 1996年8月16日 - ）は、アメリカ合衆国フロリダ州グリーン・コーヴ・スプリングス出身のアメリカ人男子競泳選手。専門はバタフライと自由形。100mバタフライの世界記録保持者。オリンピックで9個、世界水泳選手権で13個の金メダルを獲得している。
スタート時に腕をバタフライのストロークのように開くのが大きな特徴である。それに加えて、ドルフィンキックが非常に上手くアメリカのトップスプリンターであるネイサン・エイドリアンやアンソニー・アービンと比べても15mの通過タイムが非常に速いのが特徴である。理由の1つとして、後頭部から背中、お尻にかけてのストレートラインが真っすぐであり、入水時の水の抵抗が著しく小さいことが挙げられる。また、ドレッセルは頸部の左右にある胸鎖乳突筋の断面積が常人の1.5倍ほど大きく、酸素の使い方が非常に上手いことを示している。

## 経歴

### 2016年リオデジャネイロオリンピック
初めてのオリンピックでドレッセルは100m自由形で6位、400mリレーと400mメドレーリレーで二冠を達成した。メドレーリレーは予選メンバーとして泳いだ。

### 2017年ブダペスト世界水泳選手権
50m自由形と100m自由形でナショナルレコードを更新して金メダルを獲得し、100mバタフライでも歴代2位となる49秒86で優勝し、個人三冠を達成。リレーでは400mリレー・400mメドレーリレー・400m混合フリーリレー・400m混合メドレーリレーで四冠に輝き、個人種目と合わせて2007年のマイケル・フェルプスに次いで史上2人目の七冠を達成した。2つの混合リレーでは世界新記録を樹立した。

### 2019年光州世界水泳選手権
50mバタフライと50m自由形を大会新記録で優勝し、100mバタフライでは準決勝で世界記録を0秒32更新する49秒50を記録し、決勝でも2位以下に1秒以上の差をつけて優勝、100m自由形でも高速水着が廃止以降初の46秒台となる46秒96の世界歴代2位の記録で金メダルを獲得、個人4冠を達成した。リレーでは400mリレーを男子、混合共に制したがメドレーリレーでは男子･混合のどちらも2位で今大会は6冠に終わり、史上初の2大会連続7冠とはならなかった。

### 2020年東京オリンピック
50m自由形・100m自由形・100mバタフライ・400mフリーリレー・400mメドレーリレーで5冠を達成した。100mバタフライと400mメドレーリレーでは世界新記録を樹立した。オリンピック競泳競技で5冠を達成したのはマーク・スピッツ、クリスティン・オットー、マット・ビオンディ、マイケル・フェルプスに次いで5人目。

## 人物
左肩に大きな鷲のタトゥーが彫られているが、これはイザヤ書40章31節「しかし、主を待ち望む者は新しく力を得、鷲のように翼をかって上ることができる。走ってもたゆまず、歩いても疲れない。」から来ている。高校時代からのガールフレンドのミーガンさんと2021年に結婚した。

## 自己ベスト
| 種目           | 記録   | 樹立年 | 備考         |
| -------------- | ------ | ------ | ------------ |
| 50m自由形      | 21秒04 | 2019年 | アメリカ記録 |
| 100m自由形     | 46秒96 | 2019年 |              |
| 50mバタフライ  | 22秒35 | 2019年 | アメリカ記録 |
| 100mバタフライ | 49秒45 | 2021年 | 世界記録     |

| 種目             | 記録   | 樹立年 | 備考         |
| ---------------- | ------ | ------ | ------------ |
| 50m自由形        | 20秒16 | 2020年 | アメリカ記録 |
| 100m自由形       | 45秒08 | 2020年 |              |
| 100mバタフライ   | 47秒78 | 2020年 | アメリカ記録 |
| 100m個人メドレー | 49秒28 | 2020年 | 世界記録     |